# Caleb Okoli
Caleb Okoli, né le 13 juillet 2001 à Vicence en Italie, est un footballeur international italien qui évolue au poste de défenseur central à Leicester City.

## Biographie
Caleb Okoli est né à Vicence en Vénétie, dans une familles aux origines nigérianes. C'est avec le club de sa ville natale, le Vincenza Virtus, que le jeune Okoli commence sa carrière footballistique, avant de rejoindre l'académie de l'Atalanta Bergame en 2015.

### Carrière en club
Okoli rejoint l'Atalanta lors de l'été 2015, dont il devient à partir de la saison 2018-19 un des éléments centraux d'une équipe Primavera qui domine son championnat italien lors de cette édition et la suivante, s'illustrant également en UEFA Youth League. Il est appelé à plusieurs reprises en équipe première de l'Atalanta lors de ces deux saisons, sans toutefois faire ses débuts professionnel avec les bergamasques,.
Le 25 septembre 2020, il rejoint la SPAL en Serie B, pour un prêt d'une saison.
Le 12 juillet 2021, il repart encore en prêt pour la saison en deuxième division, cette fois à l'US Cremonese.

### Carrière en sélection
Okoli représente pour la première fois l'Italie en août 2019 pour une série de matchs amicaux avec les moins de 19 ans.
Convoqué une première fois en équipe d'Italie espoirs en septembre 2021,, il connait sa première sélection avec les jeunes italiens le 7 septembre 2021, étant titularisé pour le match des éliminatoires du Championnat d'Europe contre le Monténégro.

## Palmarès
| Atalanta Bergame - Campionato Primavera (2) - Champion en 2018-2019 (it) et 2019-2020 (it) - Supercoppa Primavera (1) - Vainqueur en 2019 (it) |